# Parafia św. Kanuta w Streaky Bay
Parafia św. Kanuta w Streaky Bay – parafia rzymskokatolicka, należąca do diecezji Port Pirie, erygowana w 1914 roku.
Parafia na swoim terytorium posiada trzy kościoły: 
- Kościół św. Kanuta w Streaky Bay
- Kościół Najświętszego Serca Jezusowego w Calca
- Kościół Matki Bożej Morza w Ceduna